# Wissam Ben Yedder
Wissam Ben Yedder (n. 12 august 1990) este un fotbalist francez care evoluează ca atacant și în prezent se află liber de contract. Ultima sa echipă a fost AS Monaco din Ligue 1.

## Biografie
Înainte de a împlini 20 de ani, s-a dedicat jocului futsal în Uniunea Gargeoise. Această sarcină a combinat-o cu apărarea culorilor a clubului UJA Alfortville. A devenit chiar membru al echipei de futsal a Franței în 2010.

## Carieră

### UJA Alfortville
Ben Yedder și-a început cariera la clubul din orașul natal, trecând printr-o echipă din Saint-Denis. A plecat apoi la UJA Alfortville, care a jucat în Campionatul francez de fotbal amator. Acolo a marcat nouă goluri și a atras atenția lui Toulouse FC și LOSC Lille.

### Toulouse F.C.
Și-a semnat contractul ca profesionist în 2010 și a debutat pe 16 octombrie 2010, în fața lui PSG. Performanțele sale nu l-au convins prea mult pe antrenor, așa că a început să joace și în echipa a doua a lui Toulouse. În Ligue 1 2010-11, a jucat 4 meciuri oficiale, iar în 2011-12, doar 9, niciunul dintre ei ca titular. Sezonul 2012-13 ar fi consolidarea, antrenorul Alain Casanova i-a oferit încredere, iar Ben Yedder a răspuns cu 15 goluri în 34 de meciuri. În următoarele trei sezoane la clubul francez a fost, de departe, golgheterul echipei. Recordul său a fost de aproximativ 17 goluri în sezonul 2015-16.

### Sevilla F.C.
Pe 30 iulie 2016, Sevilla Fútbol Club a oficializat achiziția atacantului franco-tunisian, semnat pentru 5 sezoane. A debutat pe 14 august, în Supercupa Spaniei 2016, în înfrângerea cu 0-2 împotriva lui FC Barcelona, înlocuindul în minutul 61 pe Luciano Vietto. Pe 20 august a marcat primul său gol în victoria cu 6 la 4 în fața lui RCD Espanyol.

## Statistici
| Club            | Sezon        | Campionat              | Campionat | Campionat | Cupă    | Cupă   | Cupa Ligii | Cupa Ligii | Europa  | Europa | Altele  | Altele | Total   | Total  |
| Club            | Sezon        | Divizie                | Meciuri   | Goluri    | Meciuri | Goluri | Meciuri    | Goluri     | Meciuri | Goluri | Meciuri | Goluri | Meciuri | Goluri |
| --------------- | ------------ | ---------------------- | --------- | --------- | ------- | ------ | ---------- | ---------- | ------- | ------ | ------- | ------ | ------- | ------ |
| UJA Alfortville | 2009–10      | Championnat National 2 | 23        | 9         | 0       | 0      | —          | —          | —       | —      | —       | —      | 23      | 9      |
| UJA Alfortville | Total        | Total                  | 23        | 9         | 0       | 0      | —          | —          | —       | —      | —       | —      | 23      | 9      |
| Toulouse        | 2010–11      | Ligue 1                | 4         | 0         | 1       | 0      | —          | —          | —       | —      | —       | —      | 5       | 0      |
| Toulouse        | 2011–12      | Ligue 1                | 9         | 1         | 1       | 0      | 1          | 0          | —       | —      | —       | —      | 11      | 1      |
| Toulouse        | 2012–13      | Ligue 1                | 34        | 15        | 2       | 0      | 1          | 0          | —       | —      | —       | —      | 37      | 15     |
| Toulouse        | 2013–14      | Ligue 1                | 38        | 16        | 2       | 0      | 2          | 1          | —       | —      | —       | —      | 42      | 17     |
| Toulouse        | 2014–15      | Ligue 1                | 36        | 14        | 1       | 1      | 1          | 0          | —       | —      | —       | —      | 38      | 15     |
| Toulouse        | 2015–16      | Ligue 1                | 35        | 17        | 2       | 1      | 4          | 5          | —       | —      | —       | —      | 41      | 23     |
| Toulouse        | Total        | Total                  | 156       | 63        | 9       | 2      | 9          | 6          | —       | —      | —       | —      | 174     | 71     |
| Sevilla         | 2016–17      | La Liga                | 31        | 11        | 4       | 5      | —          | —          | 5       | 2      | 2       | 0      | 42      | 18     |
| Sevilla         | 2017–18      | La Liga                | 10        | 4         | 2       | 2      | —          | —          | 7       | 8      | —       | —      | 19      | 14     |
| Sevilla         | Total        | Total                  | 41        | 15        | 6       | 7      | —          | —          | 12      | 10     | 2       | 0      | 61      | 32     |
| Career total    | Career total | Career total           | 220       | 87        | 15      | 9      | 9          | 6          | 12      | 10     | 2       | 0      | 258     | 112    |